# آرکرایت (آلاباما)
آرکرایت (به انگلیسی: Arkwright) یک منطقهٔ مسکونی در ایالات متحده آمریکا است که در آلاباما واقع شده‌است. آرکرایت ۱۳۹٫۹ متر بالاتر از سطح دریا قرار دارد.